# Oakwell Stadium
Oakwell es un complejo deportivo situado en Barnsley (Yorkshire del Sur, Inglaterra) utilizado principalmente por el Barnsley Football Club para jugar sus partidos en casa.
El nombre de Oakwell por lo general se refiere al estadio principal, que también incluye varios lugares vecinos, que constituyen la Academia del Barnsley FC, un campo entrenamiento bajo techo, de menor extensión y tamaño, con asientos en el sur y el oeste para cerca de 2200 espectadores.
Hasta el año 2003, el estadio y la gran cantidad de tierra que lo rodea eran propiedad de Barnsley Football Club, pero después de entrar en suspensión de pagos en el año 2002, el Consejo ha adquirido el Oakwell para permitir al club pagar a sus acreedores y permanecer en la Football League Championship.